# To Beast Or Not To Beast
To Beast Or Not To Beast és el sisè àlbum d'estudi de la banda Lordi, publicat l'1 de març de 2013.
Com és tradicional per a la banda, els seus vestits es van renovar per al llançament d'aquest àlbum. L'àlbum tenia previst el seu llançament abans, però es va veure afectat per la mort de l'exbateria de la banda, Otus.
Juntament amb la notícia del llançament del nou àlbum van sortir dues notícies. La primera, que la banda faria un tour el 2013 per tot Europa, i la segona, dos nous membres a la banda, Mana el batería i Hella la teclista. Posteriorment, abans de donar-se la llista de cançons de l'àlbum, es va donar el títol del primer senzill d'aquest titulat The Riff i l'última cançó de l'àlbum SCG6: Otus' Butcher Clinic, la qual és un sol de bateria realitzat per Otus a París l'any 2010. Lordi va incloure aquesta cançó en aquest àlbum a manera de tribut al bateria mort.
Mr. Lordi, vocalista de la banda va citar això després de la publicació del nom de l'àlbum:
| « | El camí cap a aquest àlbum ha estat realment difícil. No obstant això, la nova formació de la banda ens ha donat un toc nou i fresc i un avantatge energètica per al procés de gravació i per al propi àlbum en si. | » |

## Llista de Cançons
1. We’re Not Bad For The Kids (We’re Worse) 3:23
2. I Luv Ugly 3:47
3. The Riff 3:44 (senzill, 8 de febrer de 2013)
4. Something Wicked This Way Comes 4:58
5. I’m The Best 3:15
6. Horrifiction 3:28
7. Happy New Fear 4:45
8. Schizo Doll 4:34
9. Candy For The Cannibal 4:42
10. Sincerely With Love 3:14
11. SCG6: Otus' Butcher Clinic 3:23

## Crèdits
- Mr. Lordi - Vocalista
- Amen - Guitarrista
- OX - Baixista
- Hella - Teclista
- Mana - Batería
- Otus - Batería (cançó 11)